# Alessandro Maran
Alessandro Maran (Grado, 15 aprile 1960) è un politico italiano.

## Biografia
Nato il 15 aprile 1960 a Grado, dove consegue il diploma di istituto tecnico nautico, sposato con due figli, ad oggi vive a Gorizia.
Si è avvicinato alla politica partecipando ai movimenti studenteschi verso la fine degli anni '70, e alla fine degli anni '80 inizia la militanza nel Partito Comunista Italiano (PCI), iscrivendosi nella sezione di Grado.
Per il PCI diventa consigliere comunale di Grado, e successivamente anche vicesindaco dal 1989 al 1994 e assessore ai lavori pubblici, al Personale e alla Pesca.
In seguito allo scioglimento del PCI con la svolta della Bolognina di Achille Occhetto nel 1991, aderisce alla nascita del Partito Democratico della Sinistra (PDS), ricoprendo dal 1993 al 1997 l'incarico di segretario della federazione isontina del PDS.
Nel 1998 aderisce alla svolta di Massimo D'Alema dal PDS ai Democratici di Sinistra (DS), unificando il PDS con altre forze della sinistra italiana e "ammainando" definitivamente il simbolo falce e martello del comunismo, in favore alla rosa della socialdemocrazia, con cui nello stesso anno assume la carica di segretario regionale dei DS in Friuli-Venezia Giulia, mantenendo l'incarico fino al 2001.
Alle elezioni politiche del 2001 si è candidato alla Camera dei deputati nel collegio uninominale di Gorizia, sostenuto dalla coalizione di centro-sinistra L'Ulivo in quota DS, dove viene eletto per la prima volta deputato con il 51,39% dei voti contro i candidati della Casa delle Libertà Ettore Romoli (39,71%), della Lista Di Pietro Gioacchino Falsone (5,16%) e di Democrazia Europea Antonio Murgia (3,74%). Nella XIV legislatura della Repubblica è stato componente della 1ª Commissione Affari Costituzionali, della Presidenza del Consiglio e interni, della 14ª Commissione Politiche dell'Unione europea e della Commissione parlamentare antimafia.
È stato vice-responsabile per i temi delle Regioni e Autonomie nella segreteria nazionale dei DS guidata all'epoca da Piero Fassino.
Alle elezioni politiche del 2006 viene ricandidato alla Camera, tra le liste dell'Ulivo (lista che univa i DS con La Margherita di Francesco Rutelli) nella circoscrizione Friuli-Venezia Giulia in quarta posizione, risultando rieletto a Montecitorio. Nella XV legislatura della Repubblica è stato membro della Giunta per il regolamento, componente e capogruppo del PD-L'Ulivo nella 2ª Commissione Giustizia.
Nel 2007 aderisce al nascente del Partito Democratico (PD), entrando a far parte della sua Direzione nazionale.
Alle elezioni politiche del 2008 viene ricandidato alla Camera, nella medesima circoscrizione in seconda posizione tra le liste del Partito Democratico, venendo ancora eletto deputato. Nella XVI legislatura è stato capogruppo del PD e segretario della 3ª Commissione Affari esteri e comunitari, oltre a ricoprire il ruolo di vicepresidente del gruppo parlamentare PD alla Camera.
L'11 gennaio 2013 Maran annuncia di lasciare il PD per aderire al progetto del Presidente del Consiglio uscente Mario Monti, venendo candidato al Senato della Repubblica come capolista nella circoscrizione Friuli-Venezia Giulia in vista delle elezioni politiche del 2013 tra le liste Con Monti per l'Italia. È eletto Senatore. Dopo la scissione di Con Monti per l'Italia è vice-capogruppo vicario di Scelta Civica al Senato.
A febbraio del 2015 Maran, insieme ad altri sette parlamentari di Scelta Civica, abbandona il partito e annuncia il passaggio al gruppo parlamentare del Partito Democratico, dichiarando ormai conclusa l'esperienza formatasi intorno all'ormai ex premier Mario Monti. Per Maran il ritorno nel PD è un ritorno a casa in quanto già iscritti al partito precedentemente; partito che avevano lasciato a causa di divergenze sulla linea politica ed ideologica, che farà propria Renzi nel suo programma di Governo.
Il 7 luglio 2015 viene nominato all'unanimità vice-capogruppo del gruppo parlamentare del PD al Senato. Nel 2018 conclude il suo ultimo mandato parlamentare. Nel 2019 decide di aderire a Italia Viva in seguito alla scissione del PD.
Consulente aziendale, occasionalmente scrive su Il Foglio e sul blog de Il Riformista.
Nel gennaio 2023 viene ufficializzata la candidatura a Governatore di Maran alle regionali del 2-3 aprile con la lista Azione - Italia Viva  - +Europa - Renew Europe. L'ex deputato con il 2,7% arriva ultimo e non risulta eletto consigliere.